# Fracara
Fracara là một chi bướm đêm thuộc họ Noctuidae.